# Provincia Alger
Provincia Alger (în arabă الجزائر) este o unitate administrativă de gradul I (wilaya) a Algeriei. Reședința sa este orașul Alger.

## Personalități marcante
- Maurice Boitel, pictor